# Zwei in einem Zimmer
Zwei in einem Zimmer ist ein Spielfilm aus dem Jahr 1960 mit Tony Curtis und Debbie Reynolds in den Hauptrollen, produziert von Paramount Pictures.

## Handlung
Der junge Saxophonist Pete Hammond Jr. nimmt den Bus von seiner Heimatstadt Milwaukee aus nach New York City, in der Hoffnung, dort eine Karriere als Jazzmusiker zu machen. Auf der Suche nach einem Job trifft er die Tänzerin Peggy Brown, die ihr Geld als Model verdient. Sie ist vor einiger Zeit, ebenfalls in der Hoffnung auf eine Bühnenkarriere, nach New York gekommen. Inzwischen hat sie alle Illusionen verloren und ist zynisch geworden. Wegen Mietschulden wurde ihr gerade das Appartement gekündigt, das soeben neu an Pete Hammond vermietet wurde. Er bietet ihr an, bei ihm zu wohnen und sich an der Miete zu beteiligen, da er sich das Appartement eigentlich nicht leisten kann. Sie nimmt sein Angebot an.
Während eines Vorspiels bei einer Band wird er weggeschickt, um Bier für die Band zu holen. Als er zurückkommt muss er feststellen, dass sein Saxophon gestohlen wurde.
Kurz darauf erhält er ein Angebot als Saxophonist auf einem Kreuzfahrer zu spielen, was er aber nicht annehmen kann, da er kein Instrument hat. Peggy, die in einer Taxi Dance Hall arbeitet und Schulden bei Nelly, dem Betreiber der Bar hat, willigt ein, für Nelly als Prostituierte zu arbeiten. Sie gibt dann Pete das Geld für ein neues Saxophon. Als Pete misstrauisch wird, versichert sie ihm, dass alles seine Ordnung hat.
Auf der Kreuzfahrt schreibt Pete jeden Tag an Peggy. Als er nach einem Monat zurückkommt, will sie ihren Job bei Nelly beenden, aber Nelly will sie nicht gehen lassen und erpresst sie damit, Pete zu erzählen, wie sie ihr Geld verdient. Pete aber, der Peggy liebt, nimmt seinen Lohn, verkauft Armbanduhr und Saxophon und bezahlt ihre Schulden. Er gesteht ihr, dass er auf dem Schiff drei „Affären“ hatte und muss ihr versprechen, nie mehr an einer Kreuzfahrt teilzunehmen.

## Produktion

### Drehbuch
Das Drehbuch entstand nach dem gleichnamigen Stück von Garson Kanin, das im Dezember 1949 am Broadway Premiere hatte. 1960 kaufte Paramount Pictures die Rechte an dem Buch, und Kanin arbeitete sein Stück zu einem Drehbuch um.

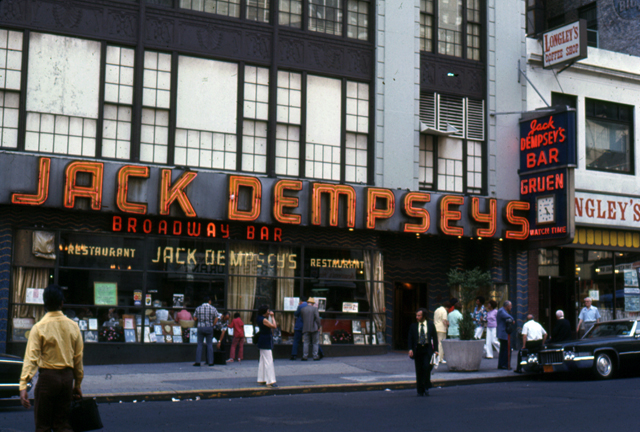
Jack Dempsey’s Broadway Restaurant in den frühen 1970ern

### Drehorte
Die Dreharbeiten begannen im September 1959, Drehorte waren Milwaukee, Chicago und verschiedene Plätze in New York, darunter eine Greyhound-Busstation, Jack Dempsey’s Broadway Restaurant und das Dixie-Hotel.

### Musik
Die Filmmusik komponierte Elmer Bernstein, der auch selbst in der Band The Hot Peppers mitspielt.
Die Saxophon-Soli von Tony Curtis spielen Gerry Mulligan und Dave Pell.
Von dem Leitthema des Films spielten „Sam Butera & The Witnesses“ eine Aufnahme ein, die in den 1960ern ziemlich populär wurde. Erst 2012 brachte das Label Kritzerland eine CD mit der vollständigen Filmmusik heraus.

## Veröffentlichung
Der Film lief am 10. Juli 1960 in den US-amerikanischen Kinos an mit einem Box-Office-Ergebnis von $3 400 000 (US/und Kanada). Premiere in Deutschland war am 24. Februar 1961. In der deutschen Synchronfassung wird Tony Curtis von Herbert Stass und Debbie Reynolds von Maria Körber gesprochen.

## Kritik
Laut Lexikon des internationalen Films handelt es sich um „[…] gediegene Unterhaltung mit glaubhafter Milieuschilderung, die lebensbejahenden Optimismus propagiert.“